# 5848 Harutoriko
5848 Harutoriko è un asteroide della fascia principale. Scoperto nel 1990, presenta un'orbita caratterizzata da un semiasse maggiore pari a 2,6544187 UA e da un'eccentricità di 0,1632639, inclinata di 2,75928° rispetto all'eclittica.